# Hluboké Dvory
Hluboké Dvory (do roku 1960 Hluboké, německy Hluboky) jsou obec v okrese Brno-venkov v Jihomoravském kraji. Rozkládají se v Boskovické brázdě, přibližně 8 kilometrů severovýchodně od Tišnova. Žije zde 98 obyvatel.

## Historie
První písemná zmínka o obci pochází z roku 1349. V 80. a 90. letech 19. století byly Hluboké Dvory součástí Lubě.

## Obyvatelstvo
| Rok            | 1869 | 1880 | 1890 | 1900 | 1910 | 1921 | 1930 | 1950 | 1961 | 1970 | 1980 | 1991 | 2001 | 2011 | 2021 |
| -------------- | ---- | ---- | ---- | ---- | ---- | ---- | ---- | ---- | ---- | ---- | ---- | ---- | ---- | ---- | ---- |
| Počet obyvatel | 220  | 227  | 217  | 223  | 203  | 212  | 184  | 161  | 164  | 140  | 111  | 85   | 69   | 78   | 93   |
| Počet domů     | 34   | 38   | 38   | 40   | 41   | 41   | 42   | 42   | 40   | 37   | 34   | 40   | 45   | 46   | 53   |

Vývoj počtu obyvatel

## Pamětihodnosti
- Hrad Trmačov – zřícenina

## Galerie

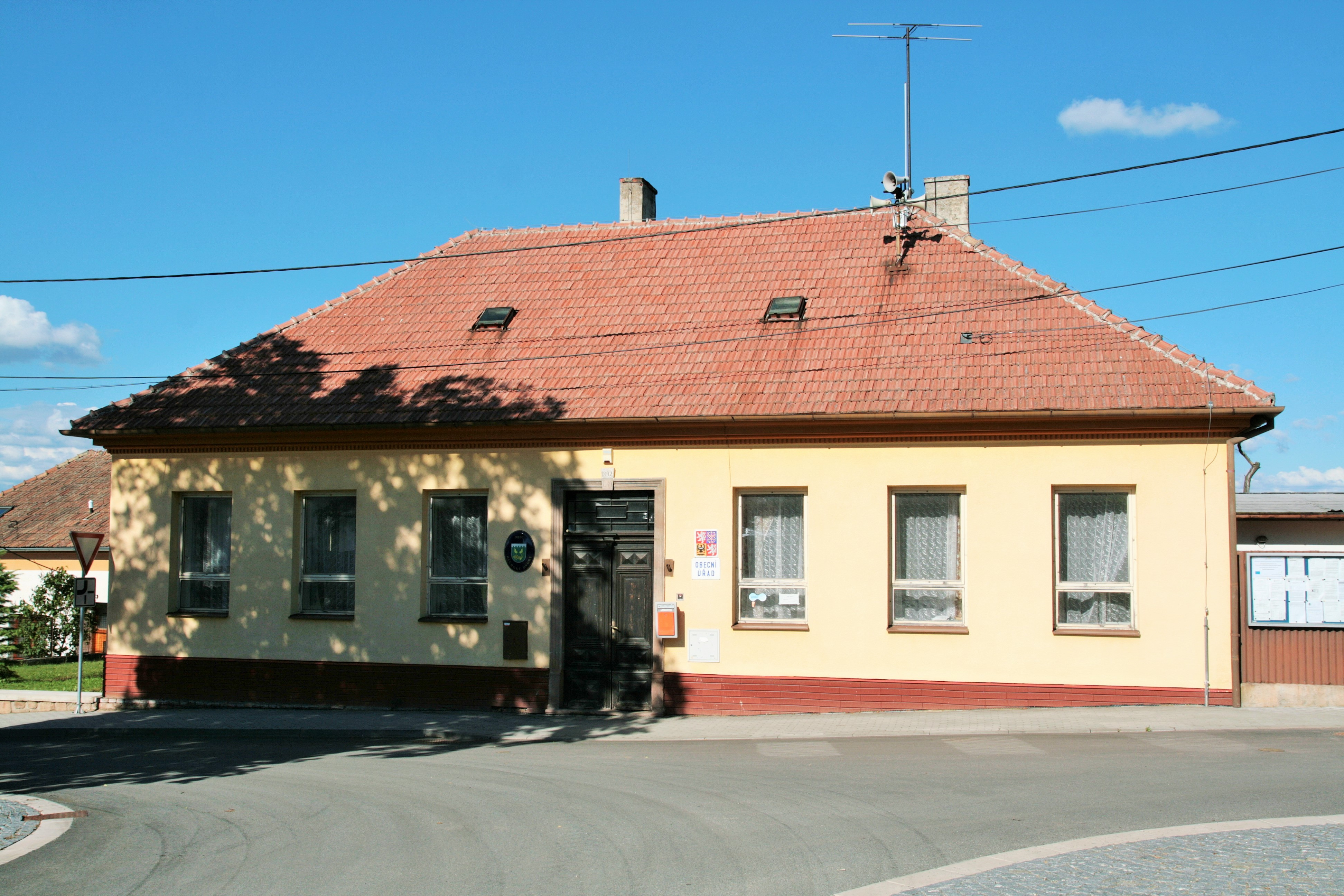
Obecní úřad na návsi
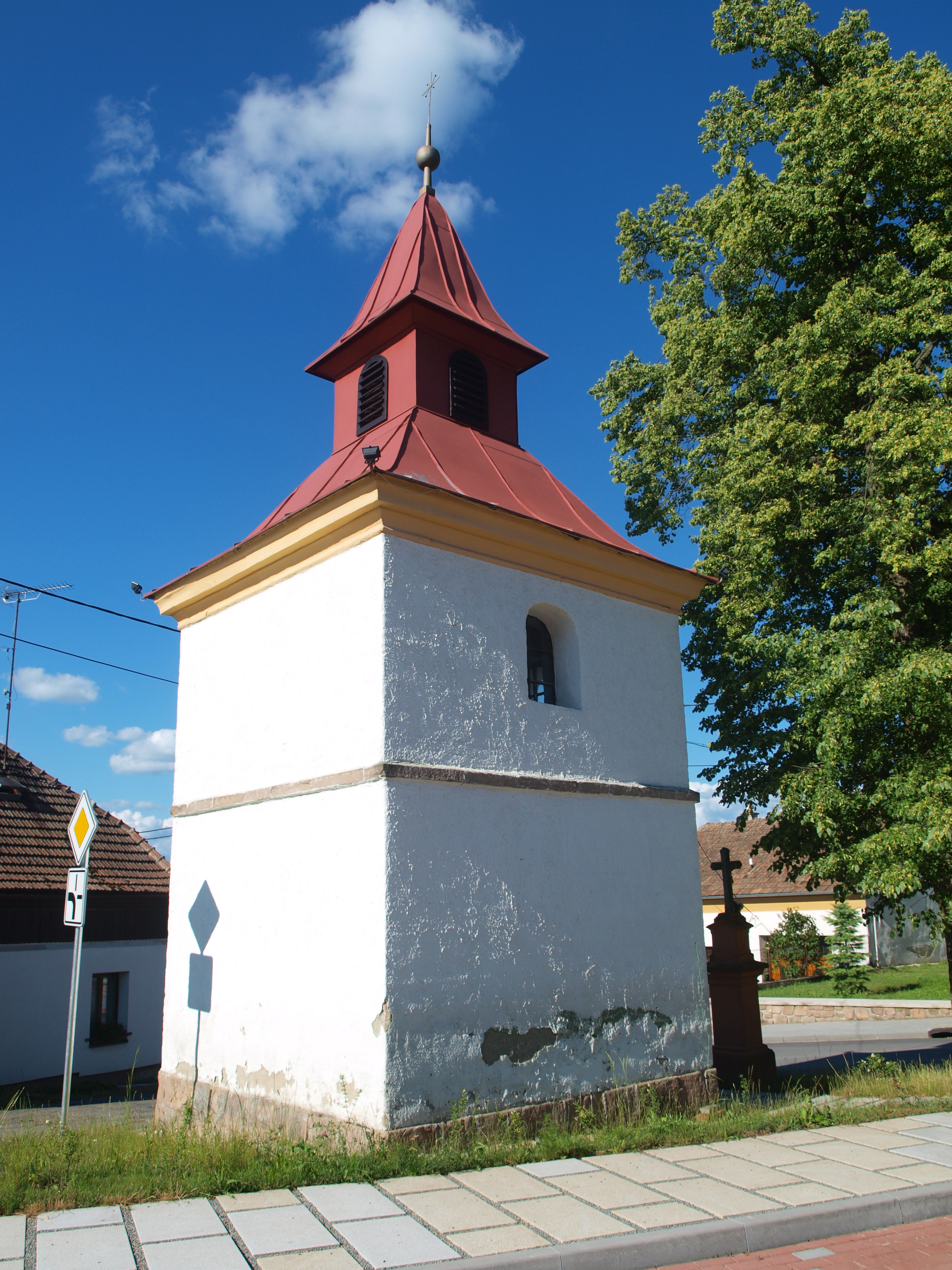
Kaple Nanebevzetí Panny Marie na návsi
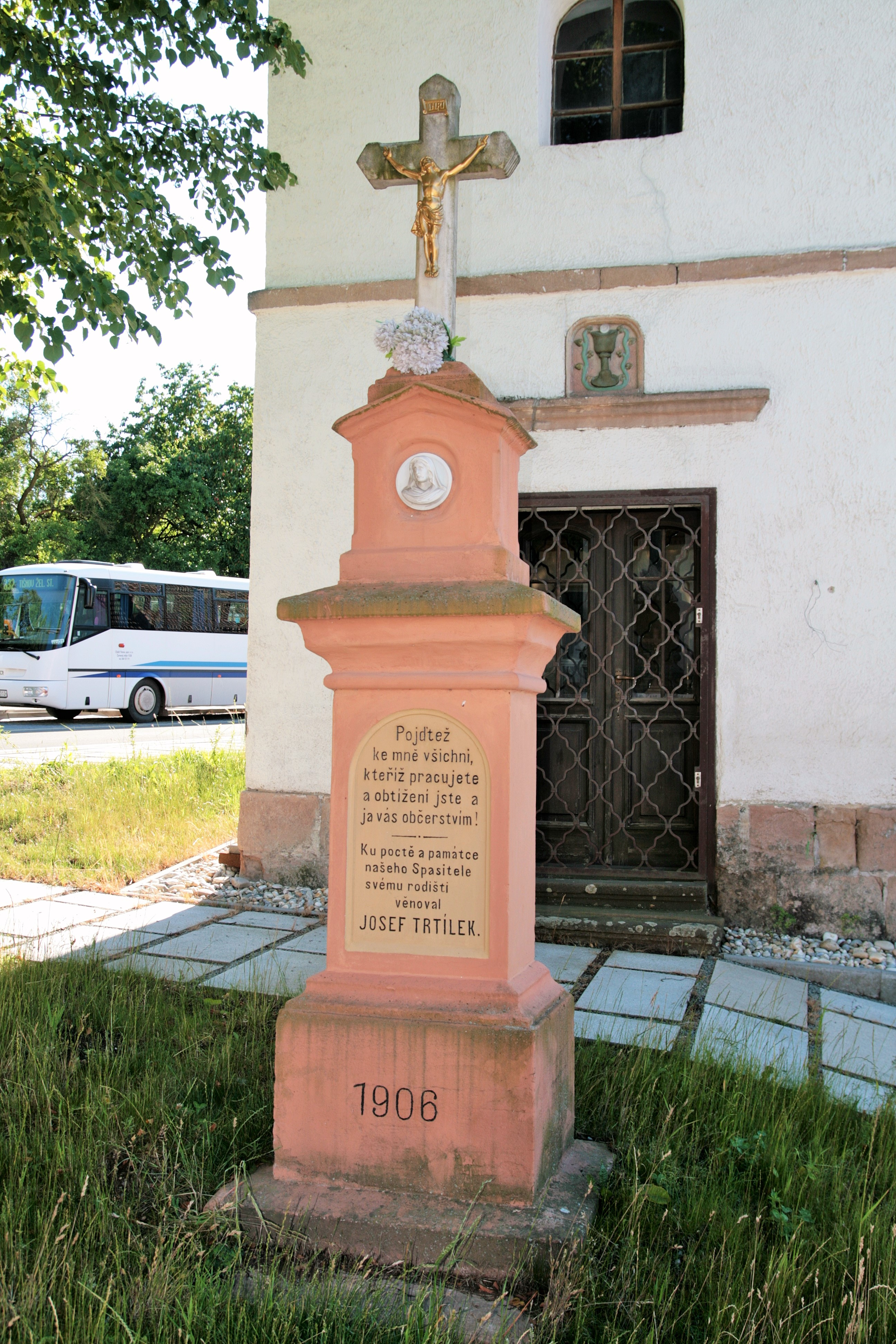
Kříž u kaple
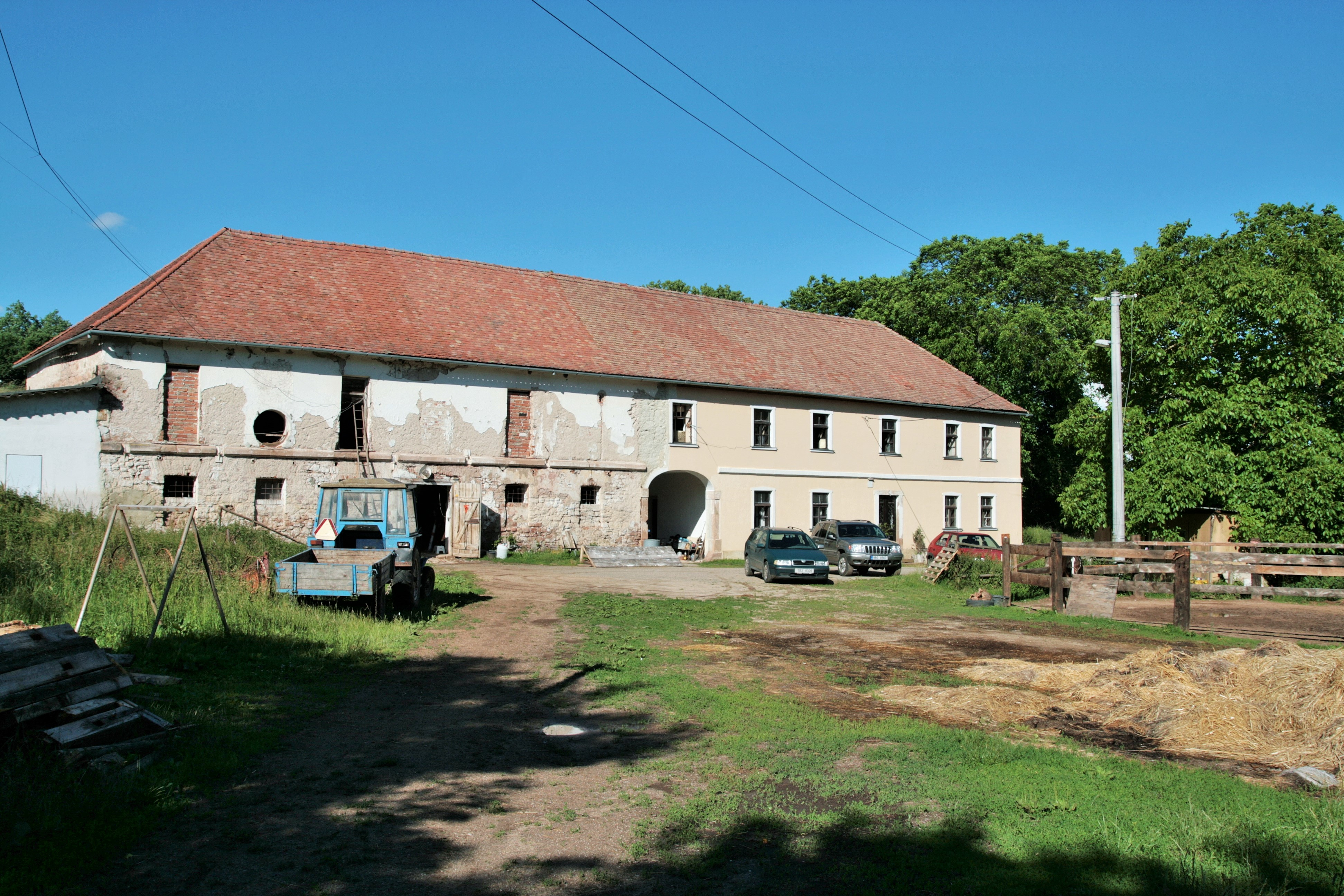
Dvůr Černohorské hraběnky
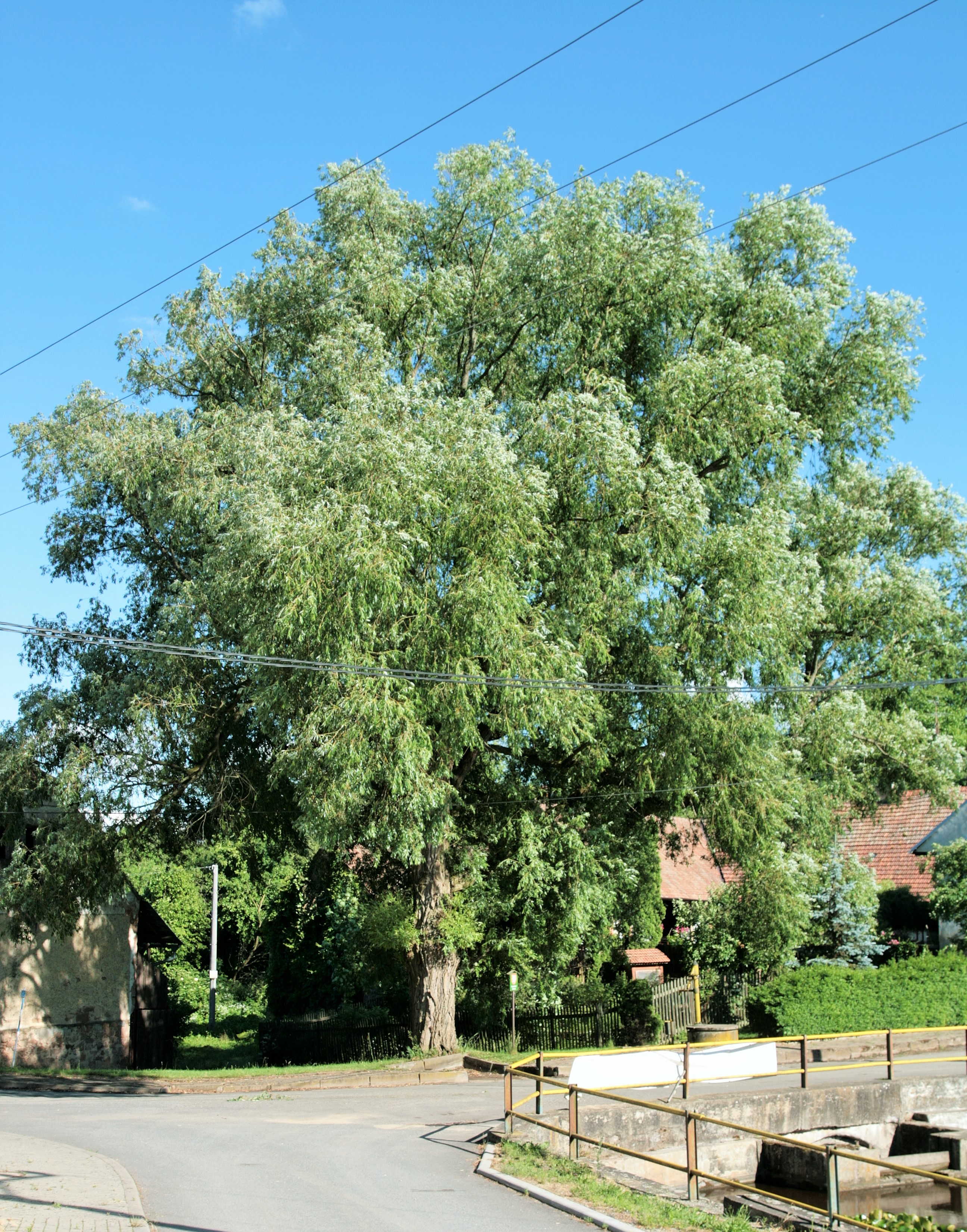
Vrba u Krbu
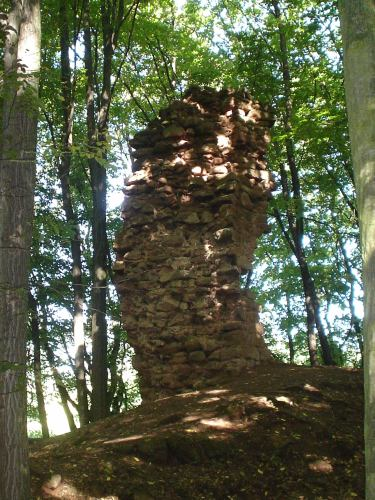
Zřícenina hradu Trmačova